# Ізубриця (озеро)
Ізу́бриця (біл. Ізубрыца) — невелике озеро в Верхньодвінському районі Вітебської області Білорусі.
Озеро розташоване за 41 км на північний схід від міста Верхньодвінськ, на висоті 124 м над рівнем моря. Зі сходу впадає невеликий струмок, а із західного краю витікає річка Ізубриця, ліва притока Свольної (басейн Західної Двіни). Площа водозбору — 9,6 км². Тип озера — евтрофне, мілководне.
Довжина озера — 2,23 км, ширина — 1,04 км, площа — 1,21 км². Озеро мілководне, максимальна глибина — 2,2 м, об'єм води — 1,8 млн м³. Довжина берегової лінії — 6,2 км, береги піщані й заболочені. Обмежене схилами висотою до 25 м. Дно піщане до 1 м, глибше — вкрите сапропелем. Прозорість води — 120 см. Узбережжя заросле очеретом.